# Prévost (Quebec)
Prévost é uma cidade localizada na província de Quebec no Canadá.